# Bani Walid
Bani Walid (tiếng Ả Rập: بني وليد) là một thành phố ở quận Mistrata của Libya. Trước năm 2007, đây là thủ phủ của quận Bani Walid. Thành phố Bani Walid, Libya có dân số thời điểm năm 2006 là 68.940 người. Đây là thành phố lớn thứ 11 tại Libya. Thành phố là quê hương của bộ lạc Warfalla, thành phố duy nhất có một bộ lạc sinh sống. Một khu trường sở của Đại học Mistrata (tên cũ là Đại học 7 tháng 10) nằm ở Bani Walid.

## Giao thông
Sân bay Bani Walid nằm cách thành phố khoảng 4,5 km về phía tây, với một đường băng được trải nhựa.